# Lövsjö
Lövsjö är en sjö i Kungsbacka kommun i Halland och Marks kommun i Västergötland och ingår i Viskan-Rolfsåns kustområde. Sjön har en area på 0,523 kvadratkilometer och ligger 76,2 meter över havet. Sjön avvattnas av vattendraget Löftaån. Vid provfiske har abborre, gädda och mört fångats i sjön.

## Delavrinningsområde
Lövsjö ingår i det delavrinningsområde (637111-129333) som SMHI kallar för Ovan Skärbäck. Medelhöjden är 97 meter över havet och ytan är 28,35 kvadratkilometer. Det finns inga avrinningsområden uppströms utan avrinningsområdet är högsta punkten. Avrinningsområdets utflöde Löftaån mynnar i havet. Avrinningsområdet består mestadels av skog (68 %) och jordbruk (17 %). Avrinningsområdet har 0,52 kvadratkilometer vattenytor vilket ger det en sjöprocent på 1,8 %.